# Castello di Moncrivello
Il castello di Moncrivello è un antico castello situato a Moncrivello in Piemonte.

## Storia
Nel XIII secolo Moncrivello già disponeva di una rocca fortificata e, pur essendo stato venduto al comune di Vercelli, rimaneva sotto le giurisdizione della diocesi vercellese. Nel 1399, dopo un breve periodo di egemonia di Antonio Fieschi - del casato dei Fieschi di Genova - infelice al punto da provocare l'insorgenza della gente del borgo, la giurisdizione passò ai Savoia, nella persona di Amedeo VIII.

In quel periodo la roccaforte manteneva essenzialmente un ruolo militare. Di tale epoca si è conservato il grande torrione quadrangolare, con finestre ornate in cotto e caditoie, che, attraversato da un passo carraio, immette nel cortile del castello
Fu l'energica Iolanda di Francia, detta anche Jolanda di Savoia, (1436 - 1478), moglie di Amedeo IX di Savoia e figlia di Carlo VII di Francia, a trasformare la roccaforte in una vera e propria residenza signorile. Il castello di Moncrivello divenne la residenza preferita di Jolanda; qui la duchessa si spense nel 1478.

Derivano da tale trasformazione i muri di cinta ornati da merli a coda di rondine, e, all'interno, lo scalone elicoidale, i soffitti a cassettoni, i camini in cotto.
La storia del Castello è particolarmente legata ad alcune nobildonne divenute spose dei duchi di Savoia.

La ristrutturazione del castello voluta da Jolanda era appena terminata quando vi furono celebrate le nozze tra Carlo I di Savoia e Bianca di Monferrato  (1472 - 1519) che, rimasta vedova nel 1490 a soli diciotto anni, fu poi reggente dello Stato Sabaudo.

Carlo III di Savoia detto il Buono (1504-1553) fece dono del maniero alla sua sposa, Beatrice del Portogallo. Con lei terminò il periodo di massimo splendore del castello: le lotte tra Francia e Spagna causarono il suo passaggio nelle mani di uomini d'arme; fu poi a lungo conteso nel corso del XVII secolo tra varie famiglie nobiliari piemontesi.
Passato definitivamente nel 1692 ai Del Carretto, vi rimase sino al 1817 (o al 1825) quando il castello subì un incendio devastante. Cominciò allora un lungo periodo di degrado, terminato nel 1972 quando esso venne ricostruito ad opera di privati.
Il castello è oggi una dimora privata, utilizzata per iniziative culturali, eventi e cerimonie private. È aperto al pubblico occasionalmente previa richiesta e disponibilità da parte della proprietà.

## Immagini del castello

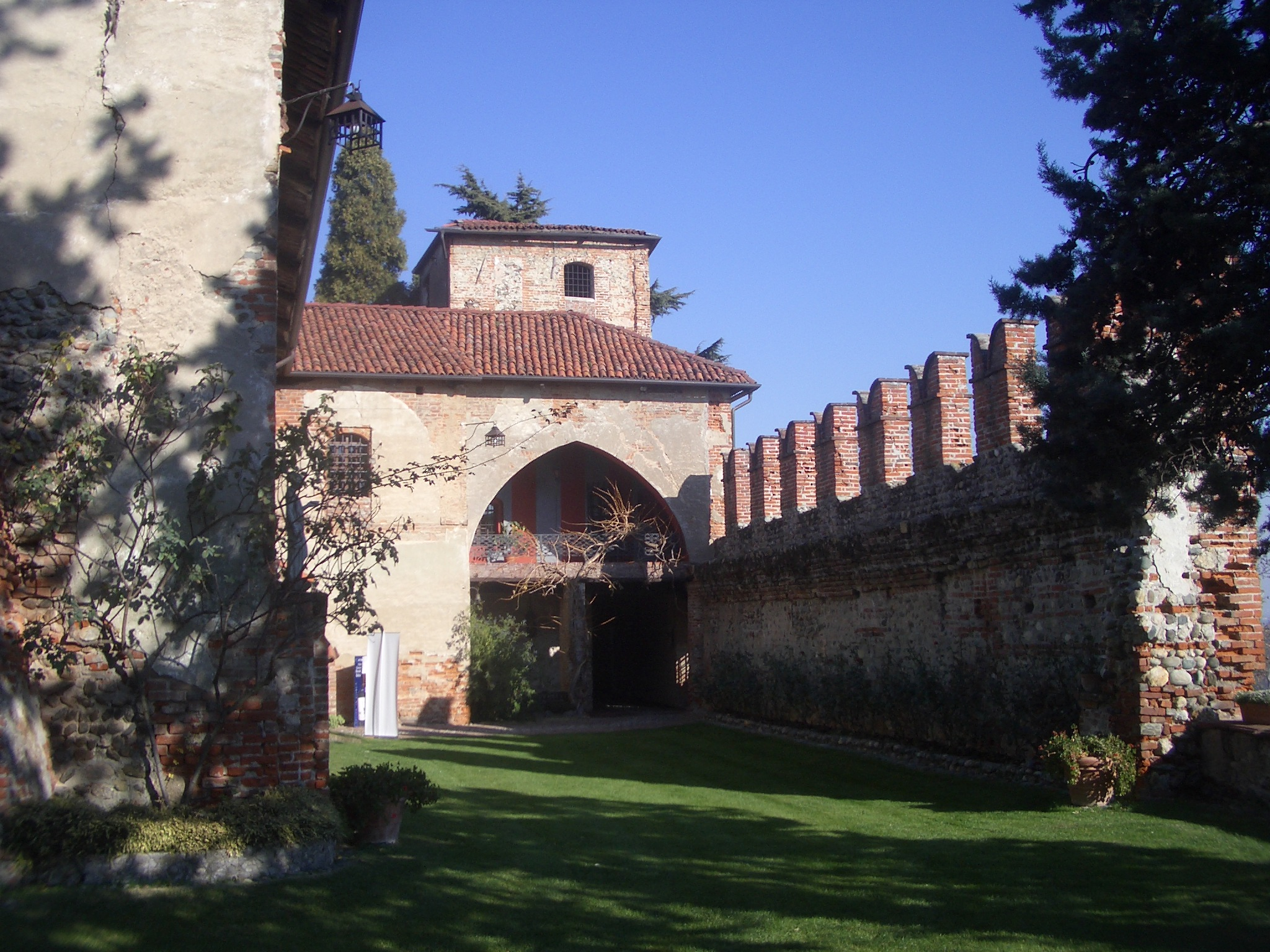
Il cortile e le mura merlate
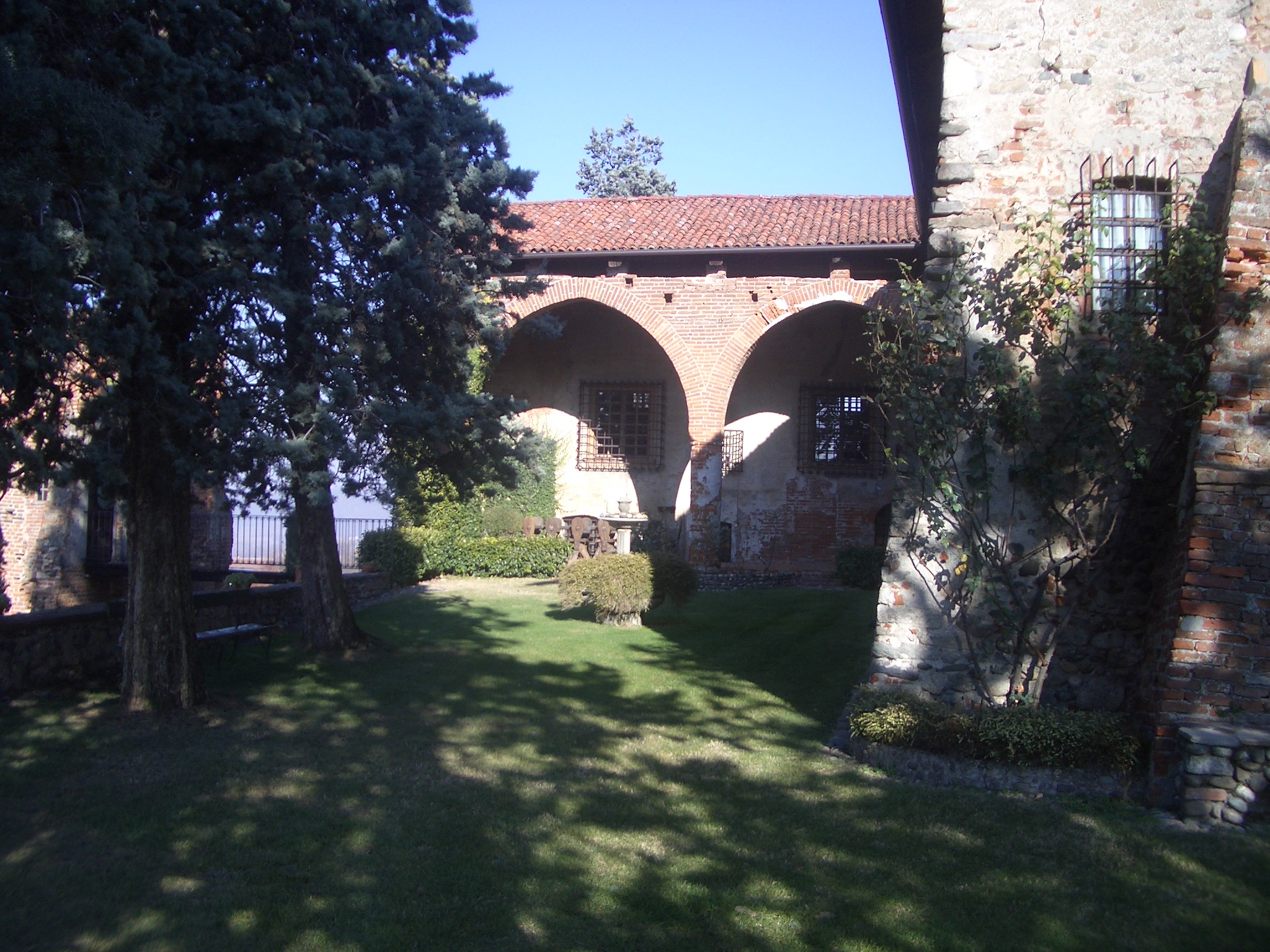
Altra veduta del castello